# Maxime (filosofie)
De maxime is in de filosofie van Immanuel Kant het principe dat de aanzet geeft tot of ten grondslag ligt aan iemands handelingen. Een maxime is een subjectief principe, dat gebaseerd is op wat het subject (het individu) wil. De maxime bevat de praktische regel, bepaald door de rede volgens de voorwaarden van het subject (vaak volgens diens onwetendheid of ook diens neigingen). Zij is dus het beginsel op grond waarvan het subject handelt, in tegenstelling tot de praktische wet die de wil van iedereen bepaalt.
Kant herkende als maximes bijvoorbeeld de hypothetische en categorische imperatief. De eerste is gericht op het bereiken van een praktisch doel, de tweede is gestoeld op een universele moraal.